# Je suis partout
Je suis partout (Io sono dappertutto) è stato un periodico francese pubblicato da Arthème Fayard, il cui primo numero uscì il 29 novembre 1930. Pierre Gaxotte ne fu direttore responsabile fino al 1939. L'ultimo numero apparve nell'agosto del 1944. Fino al 1942, la redazione si trovava in rue Marguerin, prima di trasferirsi in rue de Rivoli.

## La fondazione
Je suis partout, come indica il titolo, è stato un settimanale fondato per coprire l'attualità internazionale. All'inizio, il giornale non è né di estrema destra, né antisemita, addirittura non è affatto politicamente uniforme. Ma un nocciolo duro dei redattori fortemente impregnati di maurrassismo, il pensiero politico di Charles Maurras, si forma rapidamente: Pierre Gaxotte, Robert Brasillach, Lucien Rebatet, Pierre-Antoine Cousteau, Claude Jeantet, Bernard de Vaulx (ex-segretario di Charles Maurras), Maurice Bardèche, Alain Laubreaux, Claude Roy, Miguel Zamacoïs, Daniel Halévy, Pierre Drieu La Rochelle e il disegnatore Ralph Soupault. I moderati lasciano allora la redazione. Il giornale diventa così sempre più antiparlamentare, antidemocratico, nazionalista e convinto della decadenza della Francia: radicalizza progressivamente le proprie posizioni, man mano che la redazione viene sedotta dal fascino dei partiti fascisti.

## L'avvicinamento al fascismo negli anni trenta
Je suis partout esprime ammirazione per Mussolini fin dal 1932, tanto che nell'ottobre di quell'anno gli dedica un numero speciale. Sostiene numerosi movimenti della destra filofascista europea, come la Falange spagnola, la Guardia di ferro rumena e il piccolo movimento fascista inglese di Oswald Mosley. Il giornale mostra grande interesse per Léon Degrelle e il suo movimento clerico-fascista, il "Partito Rexista". Il corrispondente dal Belgio del settimanale è infatti un deputato rexista al parlamento. A partire dal 1936-37 Je suis partout si avvicina progressivamente anche al nazismo.
L'antisemitismo del periodico si scatena dopo i moti del febbraio 1934 e ancor di più dopo l'elezione di Léon Blum alla testa del governo del Fronte Popolare nel 1936. A partire dal 1938 il settimanale segue le pubblicazioni naziste, in quanto a violenza razzista, con i due numeri speciali «Les Juifs» («Gli Ebrei» - 1938) e «Les Juifs et la France» («Gli Ebrei e la Francia» - 1939). In quest'ultimo numero Lucien Rebatet è l'autore di un lungo articolo sull'affaire Dreyfus, nel quale lo scrittore dà per certa la colpevolezza del capitano Dreyfus nella famosa vicenda, mentre già allora era stata stabilita con nettezza la sua innocenza. Questa radicalizzazione sconcerta la casa editrice Fayard che nel 1936 vende la rivista a nuovi azionisti, tra cui il principale è il ricco possidente di origine argentina Charles Lesca, che si definisce un «fascista autentico per quanto calmo».
Nel 1940, durante la "débâcle" francese contro i tedeschi, Alain Laubreaux e Charles Lesca sono arrestati per ordine di Georges Mandel, nuovo Ministro dell'interno del governo presieduto da Paul Reynaud, che fa arrestare i principali intellettuali di estrema destra favorevoli alla Germania nazista.
Je suis partout auspica un "fascismo alla francese": «Non si potrà contrastare il fascismo straniero che con il fascismo francese, il solo vero fascismo.» (14 aprile 1939). Non nasconde la sua simpatia per il Front de la liberté, concordato da Jacques Doriot con i principali movimenti dell'estrema destra e il maggior partito conservatore dell'epoca, la Federazione Repubblicana.
Fino al 1941 Charles Maurras non condanna i suoi discepoli. La rottura avviene quando il giornale, proibito nel 1940, poco prima dell'invasione tedesca, riappare e rivendica apertamente il suo collaborazionismo.

## Organo emblematico del collaborazionismo
Robert Brasillach è caporedattore (in realtà con funzioni di direttore) dal giugno del 1937 al settembre 1943. Questa nuova struttura comprende anche: Georges Blond, Kléber Haedens, Jean de La Varende, Jean Meillonnas e Morvan Lebesque.

Trionfante per aver ottenuto di poter riapparire sotto l'occupazione tedesca, il settimanale moltiplica le polemiche e gli appelli all'uccisione degli ebrei e gli uomini politici della III Repubblica. Così, nell'edizione del 6 settembre 1941, Robert Brasillach scrive che 
([...] tutti i Francesi chiedono la morte degli uomini ai quali noi dobbiamo tanti lutti).»

E in quella del 25 settembre 1942:
(Bisogna separarsi in blocco dagli ebrei e non fare eccezioni per i piccoli).»
Se Je suis partout non è certamente il solo giornale collaborazionista, è tuttavia il più importante e il più influente. I suoi redattori rivendicano di essere stati i pionieri del fascismo in Francia, benché essi riconoscano altri precursori, come Édouard Drumont e rivendichino, almeno fino al 1941, l'influenza di Charles Maurras. Nel febbraio 1941, Maurras, riparato a Lione, disapprova la riapparizione del giornale nella Zona occupata.
I redattori e i collaboratori della rivista lavorano anche in altre testate della medesima area politica: La Gerbe, il Journal de Rouen, Paris-Soir e soprattutto al Petit Parisien; in questo modo estendono ancora la propria influenza.
Il settimanale esercita una certa influenza su un pubblico piuttosto giovane e colto. La sua audience diventa sempre maggiore durante l'Occupazione: la tiratura passa da 46 000 copie nel 1939 a 250 000 nel 1942. Pubblica in appendice romanzi di Jean Anouilh (Léocadia), Marcel Aymé (Travelingue), René Barjavel (Diluvio di fuoco), Jean de La Varende (Les derniers galériens), Jacques Decrest (Les jeunes filles perdues) o ancora di Jean de Baroncelli (Vingt-six hommes), e interviste ad alcuni di loro. La rivista pubblica anche sei lettere di Louis-Ferdinand Céline, insieme ad articoli su di lui.
Dopo l'allontanamento di Brasillach, ritenuto troppo moderato, la direzione è assunta da Pierre-Antoine Cousteau. Questo cambiamento segna un ulteriore scivolamento: Je suis partout si allinea completamente al nazismo, dimentica l'apertura agli intellettuali che aveva prodotto parte del successo degli anni trenta e sposa l'anti-intellettualismo dei nazisti e fascisti più fanatici: apre le sue colonne ad esponenti delle Waffen-SS.

Molti redattori aderiscono al Partito Popolare Francese di Jacques Doriot e alla Milice. Cousteau et Rebatet dichiarano il 15 gennaio 1944: 
 e assicurano le pubblicazioni del settimanale fino all'agosto del 1944 (l'insurrezione antinazista di Parigi è del 19 agosto).